# Konolfingen
Konolfingen est une commune suisse du canton de Berne, située dans l'arrondissement administratif de Berne-Mittelland.

## Histoire

Photo aérienne (1950)

La commune est née en 1933 de la fusion de Gysenstein et Stalden.

## Tourisme
La commune compte sur son territoire les deux châteaux de Hünigen et d'Ursellen.